# Celloconcert (Linde)
Bo Linde voltooide zijn Celloconcert opus 29 in 1965. Het bleef zijn enige celloconcert alhoewel zijn laatste werk Pezzo concertante voor basklarinet en orkest een bewerking kreeg met de cello als soloinstrument.
Linde schreef het werk voor Guido Vecchi, cellist van het Göteborg Symfonieorkest. Deze combinatie gaf dan ook onder leiding van Eduard Fischer de première op 7 maart 1965. Linde had onvoldoende vertrouwen in zijn kennis over het instrument en pleegde vanuit Gävle regelmatig contact met Vecchi in Göteborg, Linde probeerde de warme klank en de mogelijke virtuositeit naar voren te brengen in dit concerto in laatromantische stijl. 
Delen:
- Moderato – Lento – Ben ritmico – Sostenuto – Lento
- Allegro molto ed agitato – Presto – Prestissimo
- Lento, ma tempo flessible

Alhoewel Linde het zelf zijn beste prestatie vond binnen het genre concerto, werd het werk nooit onderdeel van het cellorepertoire. Al tijdens zijn leven zag de componist belangstelling voor zijn muziek afnenem; hij paste niet binnen de moderne stromingen in de klassieke muziek uit de 20e eeuw.  
In 2004 werd het concert opgenomen door cellist Maria Kliegel met het Gävle symfoniorkester onder leiding van Petter Sundkvist. De opname verscheen eerst op Swedish Society Discofil, in 2005 op Naxos.
Orkestratie:
- solocello
- 2 dwarsfluiten (II ook piccolo), 2 hobo’s,  2 klarinetten, 2 fagotten
- 2 hoorns, 2 trompetten
- pauken, 1 man/vrouw percussie
- violen, altviolen, celli, contrabassen